# William E. Zeuch
William E. Zeuch (* 1867 in Chicago, Illinois; † 2. Juni 1962 in Boston, Massachusetts) war ein US-amerikanischer Organist.
Zeuch hatte in Chicago Orgelunterricht bei Peter C. Lutkin und studierte später bei Alexandre Guilmant in Paris. Von 1912 bis 1917 war er Repräsentant der Æolian Organ Company in Chicago. Von 1917 bis 1955 war er Vizepräsident der Ernest M. Skinner Organ Company. Er wirkte als Organist an verschiedenen Kirchen Chicagos und wurde 1913 Stadtorganist von Atlanta. Viele Jahre lang war er Organist der First Church in Boston, wo er wöchentliche Orgelkonzerte gab. Louis Vierne widmete ihm die Sicilienne aus seinen Pièces de Fantaisie.